# Moenkhausia
Moenkhausia är ett släkte av fiskar. Moenkhausia ingår i familjen Characidae.

## Dottertaxa tillMoenkhausia, i alfabetisk ordning[1]
- Moenkhausia affinis
- Moenkhausia agnesae
- Moenkhausia atahualpiana
- Moenkhausia barbouri
- Moenkhausia bonita
- Moenkhausia browni
- Moenkhausia celibela
- Moenkhausia ceros
- Moenkhausia chlorophthalma
- Moenkhausia chrysargyrea
- Moenkhausia collettii
- Moenkhausia comma
- Moenkhausia copei
- Moenkhausia cosmops
- Moenkhausia costae
- Moenkhausia cotinho
- Moenkhausia crisnejas
- Moenkhausia dasalmas
- Moenkhausia diamantina
- Moenkhausia dichroura
- Moenkhausia diktyota
- Moenkhausia doceana
- Moenkhausia dorsinuda
- Moenkhausia eigenmanni
- Moenkhausia eurystaenia
- Moenkhausia forestii
- Moenkhausia georgiae
- Moenkhausia goya
- Moenkhausia gracilima
- Moenkhausia grandisquamis
- Moenkhausia hasemani
- Moenkhausia heikoi
- Moenkhausia hemigrammoides
- Moenkhausia hysterosticta
- Moenkhausia icae
- Moenkhausia inrai
- Moenkhausia intermedia
- Moenkhausia jamesi
- Moenkhausia justae
- Moenkhausia lata
- Moenkhausia latissima
- Moenkhausia lepidura
- Moenkhausia levidorsa
- Moenkhausia lopesi
- Moenkhausia loweae
- Moenkhausia margitae
- Moenkhausia megalops
- Moenkhausia melogramma
- Moenkhausia metae
- Moenkhausia miangi
- Moenkhausia mikia
- Moenkhausia moisae
- Moenkhausia naponis
- Moenkhausia newtoni
- Moenkhausia nigromarginata
- Moenkhausia oligolepis
- Moenkhausia orteguasae
- Moenkhausia ovalis
- Moenkhausia pankilopteryx
- Moenkhausia petymbuaba
- Moenkhausia phaeonota
- Moenkhausia pirauba
- Moenkhausia pittieri
- Moenkhausia plumbea
- Moenkhausia pyrophthalma
- Moenkhausia robertsi
- Moenkhausia sanctaefilomenae
- Moenkhausia schultzi
- Moenkhausia shideleri
- Moenkhausia simulata
- Moenkhausia surinamensis
- Moenkhausia takasei
- Moenkhausia tergimacula
- Moenkhausia tridentata
- Moenkhausia xinguensis